# لحم القرد
لحم القرد هو اللحم والأجزاء الأخرى الصالحة للأكل المشتقة من القرود، وهو نوع من لحوم الطرائد. تم تسجيل الاستهلاك البشري للحوم القرود تاريخياً في أجزاء عديدة من العالم، بما في ذلك العديد من الدول الآسيوية والأفريقية. تم الإبلاغ عن استهلاك لحوم القرود في أجزاء من أوروبا والأمريكتين أيضًا.